# Discophora hainanensis
Discophora hainanensis är en fjärilsart som beskrevs av Hans Fruhstorfer 1911. Discophora hainanensis ingår i släktet Discophora och familjen praktfjärilar. Inga underarter finns listade i Catalogue of Life.